# Mogens Holm (skuespiller)
Mogens Holm (født 31. marts 1955 i Fuglse på Lolland) er en dansk skuespiller, sceneinstruktør og teaterchef. Han er især kendt for at have været chef for Taastrup Teater i 25 år fra 1987 til 2012. En stor del af tiden var han samtidig formand for Foreningen Af Små Teatre indtil dennes organisation fusion i 2011.

## Levnedsløb
Mogens gik på Maribo Gymnasium i 1972-1975. Ved dimissionen holdt han talen på den afgående studenterårgangs vegne - ifølge gymnasiets årsskrift "ikke uden kritik af den manglende medindflydelse, men også med tak til skolen for dens gode vilje". Han blev uddannet skuespiller fra Statens Scenekunstskole i 1979. Efter uddannelsen var han blandt andet tilknyttet Odense Teater og Posthus Teatret. I 1987 blev han chef for Taastrup Teater og bevarede denne post i de næste 25 år indtil 2012. I årene som teaterleder havde han sideløbende roller på film og tv. I 2004 tog han en lederuddannelse i form af en Master of Public Administration (MPA) ved Copenhagen Business School.

### Chef for Taastrup Teater
Da Holm overtog Taastrup Teater, havde det samlede teater to ansatte og boede i en lånt gymnastiksal. Da han forlod teateret igen, var det blevet en langt større organisation med egne nybyggede lokaler på Kjeld Abells Plads, adskillige ansatte og en bred opgaveportefølje med egne forestillinger og tilrettelæggelse af gæstespil som kerneydelse, men også opgaver indenfor uddannelse, integration og strategisk publikumsudvikling. Det gæstespillede overalt i Danmark og i lande som Polen, Norge og Italien og havde gennemført samarbejder med en række EU-lande.
Undervejs var Holm i 17 år formand for Foreningen Af Små Teatre (FAST)) frem til september 2011, hvor organisationen fusionerede med BørneTeaterSammenslutningen (BTS) til den nye organisation Teatrenes Interesseorganisation (TIO) (senere ved en ny fusion en del af Dansk Teater). Holm gav FAST en stærk politisk gennemslagskraft.
I 2005 hædrede Teaterdirektørforeningen Holm med foreningens pris på 10.000 kr. med henvisning til Holms grundlæggelse af en ny teaterenhed SubUrb, der beskæftigede sig med det multikulturelle samfund.

### Kulturchef i København
Holm gik fra posten som teaterchef i Taastrup til at blive fagchef for kunst og kultur i Københavns Kommune med et overordnet ansvar for biblioteker, musikspillesteder, teatre og kulturcafeer.

### Retssag
I november 2012 politianmeldte Høje-Taastrup Kommune Holm for påstået mandatsvig, idet kommunen mente, at han havde misbrugt sin tidligere stilling i kommunen til forskellige former for økonomisk berigelse. Kommunen krævede at få 300.000 kr. retur. Efter politiefterforskning blev sagen afgjort i Retten i Glostrup, der frifandt Holm for fire af de fem beskyldninger i anklageskriftet. Retten kendte ham dog skyldig mht. det femte punkt, hvor han havde taget sin hustru med på en embedsrejse til Athen på kommunens regning, men frifandt ham for straf, fordi der var gået lang tid, siden rejsen havde fundet sted. Holm udtalte, at han var meget lettet over afsigelsen og glædede sig over opbakning undervejs fra lokale borgere og tidligere ansatte.

## Forfatterskab
Holm har skrevet digtsamlingen På virkelighedens spinkle racer og bidraget til forskellige antologier, deriblandt Samfundsteori og hverdagskunst, Danmark i 80’erne og Min barndom på Lolland.

## Roller
Mogens Holm var mest aktiv som teaterskuespiller og sceneinstruktør, men har ifølge oversigten på danskefilm.dk haft følgende tv- og filmroller:

### TV
- Jane Horney (1985) - Peter
- Taxa (1997-1999, et afsnit) -	Nattevagt
- Skjulte spor (2000-2003) - Gidseltager
- Rejseholdet (2000-2004, et afsnit) -	Kjeld
- Hotellet (2000-2002, to afsnit) -	Kristian Lund
- Forbrydelsen (2007, et afsnit) - Læge
- Deroute (2008, to afsnit) - Valash mand
- Sommer (2008, et afsnit) 	Betjent
- Livvagterne (2009-2010, et afsnit) - Simon Jensen
- Arvingerne (2014, et afsnit) - Gæst
- Broen (2018, to afsnit) -	Douglas
- DNA (2019-2023, et afsnit)
- Carmen Curlers (2022-2023, et afsnit) - Hr. Møller

### Film
- Sekten (1997)	- Betjent
- Et rigtigt menneske (2001) - Livredder
- Rembrandt (2003) - Tysk chauffør
- Drabet (2005) - Fængselsbetjent
- Sandheden om mænd (2010) - Cillas far
- Der kommer en dag (2016) - Bondemand
- Klassefesten 3 - Dåben (2016) - Overlæge
- Opgøret - De forbandede år 2 (2022) -	Sigurd